# 2013 RE124
2013 RE124 est un objet du disque des objets épars découvert en 2013.

## Caractéristiques
Le diamètre de 2013 RE124 est estimé à environ 148 kilomètres.